# Sasaki & Miyano
Sasaki & Miyano (jap. 佐々木と宮野 Sasaki to Miyano), international auch Sasaki and Miyano, ist eine japanische Mangaserie von Shō Harusono, die seit 2016 erscheint. Sie wurde zunächst auf der Online-Plattform Pixiv und später auch in Buchform veröffentlicht. Dem Manga folgten eine Fortsetzung sowie Adaptionen als Light Novel und Anime-Fernsehserie. Ein Anime-Film erschien 2023.

## Inhalt
Der gerade auf die Oberschule gekommene Yoshikazu Miyano (宮野由美) ist großer Fan von Boys-Love-Manga und steht zumindest gegenüber seinen Freunden an der Schule auch offen dazu, ein Fudanshi zu sein. Zufällig rettet ihn Shūmei Sasaki (佐々木秀鳴) aus der Klassenstufe über ihm vor ein paar Rowdys und als Sasaki später bemerkt, dass Miyano Mangas liest, bittet er ihn um eine Empfehlung. Da ihm die empfohlenen Geschichten gefallen, entwickelt sich schnell eine enge Freundschaft zwischen den beiden und Miyano freut sich, endlich einen anderen Jungen gefunden zu haben, mit dem er sich über Boys Love unterhalten will. Doch Sasaki bewegt eigentlich viel mehr: Er hat sich von der ersten Begegnung an in den jüngeren Schüler verliebt. Und dieses Gefühl ist mit der Zeit, die die beiden miteinander verbringen, nur noch gewachsen.
Nach einiger Zeit gesteht Sasaki Miyano schließlich seine Liebe. Der ist verunsichert und hat die Andeutungen bis dahin nicht ernst genommen. Zwar mag er Boys-Love-Geschichten sehr, doch selbst hatte er bisher nur eine Beziehung mit einem Mädchen. So will Miyano nicht gleich antworten und Sasaki möchte ihm auch die nötige Zeit geben. Die beiden machen sich einige Gedanken, während ihre Schulzeit voranschreitet und Sasaki ins letzte Jahr kommt – bald könnten sie durch seinen Schulabschluss getrennt sein. Miyano wird sich immer mehr bewusst, wie viel Sasaki ihm bedeutet, und auch die Freunde der beiden erkennen, welche Gefühle sie füreinander hegen. Einige versuchen, sie beim Eingeständnis ihrer Liebe zu unterstützen. Schließlich wird sich Miyano bewusst, dass er tatsächlich in Sasaki verliebt ist, und beide werden ein Paar.

## Veröffentlichungen
Der Manga erschien zunächst ab 2016 auf der Online-Plattform Pixiv, wo die Serie noch heute fortgesetzt wird. Der Verlag Media Factory veröffentlicht den Manga seit September 2016 auch in bisher zehn Sammelbänden. Der dritte dieser Bände verkaufte sich in den ersten beiden Wochen nach Veröffentlichung über 21.000 Mal und gelangte damit auf Platz 45 der Manga-Verkaufscharts in Japan. Eine deutsche Übersetzung des Mangas von Tabea Kamada erscheint seit Oktober 2022 bei Egmont Manga in bisher zehn Bänden (Stand Dezember 2024). Eine englische Übersetzung erscheint bei Yen Press, eine italienische bei Planet Manga.
Ein Ableger unter dem Titel Hirano to Kagiura erscheint seit März 2019 im Magazin Gekkan Comic Gene. Media Factory brachte die Kapitel auch gesammelt in bisher vier Bänden heraus. Auf Deutsch erscheint der Ableger seit Dezember 2024 bei Egmont Manga in bisher vier Bänden (Stand August 2025).
| Band | Japanisch        | Japanisch                                                       | Deutsch          | Deutsch                |
| Band | Veröffentlichung | ISBN                                                            | Veröffentlichung | ISBN                   |
| ---- | ---------------- | --------------------------------------------------------------- | ---------------- | ---------------------- |
| 01   | 6. Sep. 2016     | ISBN 978-4-04-068471-0                                          | 12. Okt. 2022    | ISBN 978-3-7555-0006-3 |
| 02   | 27. Mai 2017     | ISBN 978-4-04-069161-9                                          | 10. Dez. 2022    | ISBN 978-3-7555-0007-0 |
| 03   | 21. Jan. 2018    | ISBN 978-4-04-069529-7                                          | 10. Feb. 2023    | ISBN 978-3-7555-0008-7 |
| 04   | 26. Okt. 2018    | ISBN 978-4-04-065186-6                                          | 11. Apr. 2023    | ISBN 978-3755500094    |
| 05   | 6. Juni 2019     | ISBN 978-4-04-065779-0                                          | 5. Juni 2023     | ISBN 978-3-7555-0010-0 |
| 06   | 27. März 2020    | ISBN 978-4-04-064486-8                                          | 7. Aug. 2023     | ISBN 978-3755500117    |
| 07   | 27. Nov. 2020    | ISBN 978-4-04-064973-3                                          | 10. Okt. 2023    | ISBN 978-3-7555-0012-4 |
| 08   | 27. Dez. 2021    | ISBN 978-4-04-680958-2                                          | 11. Dez. 2023    | ISBN 978-3-7555-0261-6 |
| 09   | 27. Juli 2022    | ISBN 978-4-04-681141-7 ISBN 978-4-04-681140-0 (Limited Edition) | 6. Feb. 2024     | ISBN 978-3-7555-0262-3 |
| 10   | 27. März 2024    | ISBN 978-4-04-682759-3 ISBN 978-4-04-682757-9 (Limited Edition) | 12. Nov. 2024    | ISBN 978-3-7555-0378-1 |

Darüber hinaus wurde von Media Factory eine Umsetzung als Light Novel mit Illustrationen von Kotoko Hachijō veröffentlicht. Im Oktober 2018 und im März 2020 erschien je ein Band.

## Adaption als Anime
Eine Adaption des Mangas als Anime-Serie für das japanische Fernsehen entstand bei Studio Deen nach einem Konzept von Yoshiko Nakamura. Regie führte Shinji Ishihira. Das Charakterdesign entwarf Maki Fujii und die künstlerische Leitung lag bei Masaki Mayuzumi. Die Leitung der Tonarbeiten lag bei Shōji Hata und für die Kameraführung war Shinyo Kondo verantwortlich.
Angekündigt wurde der Anime erstmals im November 2020. Die zwölf Folgen wurden vom 9. Januar bis zum 28. März 2022 von den Sendern Tokyo MX, KBS Kyoto, Sun TV, TV Aichi, BS NTV und AT-X ausgestrahlt. Parallel fand eine internationale Veröffentlichung über Online-Streaming-Plattformen statt, lizenziert von Funimation Entertainment. Eine deutsch untertitelte Fassung wurde von Wakanim herausgegeben, diese ist mittlerweile auch auf Crunchyroll verfügbar.
Eine 13. Episode mit dem Titel Koi ni Kizuku Mae no Chotto Shita Hanashi wurde am 27. Juli 2022 als OVA zum neunten Manga-Band in Japan und gleichzeitig international mit Untertiteln auf Crunchyroll veröffentlicht. Im Juli 2022 wurde der Anime-Film Sasaki to Miyano: Sotsugyo-hen angekündigt, der 2023 in Japan erscheinen soll. Es befindet sich zudem ein Anime-Short zum Spin-Off-Manga Hirano and Kagiura in Arbeit.

### Synchronisation
| Rolle             | Japanische Stimme (Seiyū) |
| ----------------- | ------------------------- |
| Yoshikazu Miyano  | Sōma Saitō                |
| Shūmei Sasaki     | Yūsuke Shirai             |
| Gonsaburō Tashiro | Mitsuhiro Ichiki          |
| Tasuku Kuresawa   | Ryōhei Arai               |
| Taiga Hirano      | Yoshitsugu Matsuoka       |
| Jirō Ogasawara    | Yūki Ono                  |
| Masato Hanzawa    | Yūma Uchida               |

### Musik
Die Musik der Serie wurde komponiert von Kana Shibue. Das Vorspannlied ist Mabataki von Miracle Chimpanzee und der Abspann ist unterlegt mit Ichigo Sunset, gesungen von den Synchronsprechern Yusuke Shirai and Sōma Saitō.